# Himertula pallida
Himertula pallida är en insektsart som först beskrevs av Brunner von Wattenwyl 1891.  Himertula pallida ingår i släktet Himertula och familjen vårtbitare. Inga underarter finns listade i Catalogue of Life.